# Dicranomyia perturbata
Dicranomyia perturbata là một loài ruồi trong họ Limoniidae. Chúng phân bố ở miền Australasia.